# Life Is Strange: True Colors
Life Is Strange: True Colors est un jeu vidéo d’aventure graphique développé par Deck Nine et édité par la filiale européenne de Square Enix. Il est sorti dans son entièreté le 10 septembre 2021 pour Microsoft Windows, PlayStation 4, PlayStation 5, Xbox One, Xbox Series X/S, Stadia, et prévue en 2022 Nintendo Switch. Il s’agit du cinquième volet de la série Life Is Strange et du troisième jeu principal, succédant à Life Is Strange 2. L’intrigue se concentre sur Alex Chen, une jeune femme qui peut ressentir les émotions des autres, alors qu’elle tente de résoudre le mystère derrière la mort de son frère.

## Histoire
Alex Chen, une jeune femme américano-asiatique qui a grandi dans une famille d'accueil et a eu une enfance troublée, retrouve son frère Gabe huit ans plus tard lorsqu'il l'encourage à revenir. Après que Gabe soit tué dans un mystérieux accident, Alex enquête sur la vérité derrière l'accident en utilisant ses pouvoirs d'empathie. En chemin, Alex rencontre de nombreux citoyens de Haven Springs, une ville montagneuse pittoresque du Colorado, dont deux amours potentiels, Ryan et Steph, cette dernière étant apparue dans Life Is Strange : Before the Storm,,.

## Système de jeu
Life Is Strange: True Colors est une aventure graphique jouée à la troisième personne. Le joueur contrôle la protagoniste, Alex Chen, pour explorer divers endroits dans le cadre fictif de Haven Springs et communiquer avec des personnages non jouables par la voie du système de conversation basé sur des arbres de dialogue. Alex a un pouvoir d’empathie psychique. Celui-ci lui permet de lire et de manipuler les émotions, qu’elle perçoit comme des auras colorées, de voir physiquement ce que les autres ressentent autour d’elle au prix d’être « infecté » par ceux-ci. Certains des personnages non joueurs auront des auras plus intenses signalant un traumatisme ou des difficultés qu’ils peuvent traverser. Lorsqu’Alex interagit avec eux, cela crée une « nova » qui semble transformer le monde autour d'elle et du personnage pour refléter les éléments de ce traumatisme, donnant au joueur l’occasion de comprendre ce qui ne va pas exactement et de choisir de guider Alex afin d’aider à réconforter le personnage.

## Développement

### Production
Deck Nine, qui avait précédemment développé le prequel du premier jeu Before the Storm, a commencé à travailler sur True Colors en 2017.
Un thème commun de la série Life Is Strange a été basé sur des personnages dotés d'un type de capacité surhumaine, mais pas comme des super -héros, que les développeurs peuvent ensuite fournir des méditations sur des expériences réelles vécues par les gens ordinaires, selon Felice Kuan., rédacteur en chef chez Deck Nine. Pour True Colors, ils avaient déterminé très tôt qu'ils voulaient que leur protagoniste soit basé sur un pouvoir d'empathie, non seulement pour pouvoir ressentir ce que les autres vivaient, mais pour être elle-même vulnérable et pouvoir dépasser cela au fur et à mesure que l'histoire progressait., lui donnant un chemin vers une plus grande acceptation de soi et une plus grande confiance en ses propres capacités selon Kuan. Cela a conduit à créer l'histoire autour d'Alex perdant son frère au début du jeu en tant que conducteur pour qu'elle explore ses pouvoirs d'empathie et en révèle plus sur son passé au fur et à mesure qu'elle les utilise. Erika Mori dépeint Alex à travers une capture de performance complète, ce qui, selon Mori, a été « contributif à la création réussie de ce jeu sur l'empathie, car il nous a permis d'obtenir des expressions faciales très fidèles qui étaient organiquement liées à tout ce qui se passait avec ma voix et mon corps dans un scène particulière ».
Dans une interview de 2019, Dontnod Entertainment, le développeur des deux précédents jeux principaux de la série, a exprimé son intérêt pour l'avenir de la franchise tout en notant qu'ils opteraient à nouveau pour de nouveaux personnages, mais a expliqué que les droits appartiennent à Square Enix et que les décisions sur l'avenir de la franchise leur appartenait.  Avec l'annonce de True Colors, Eurogamer a affirmé que le temps de Dontnod avec la franchise était terminé et que la série Life Is Strange avait été transmise à Deck Nine.
En avril 2024, une enquête du média spécialisé IGN fait état de nombreux dysfonctionnements chez Deck Nine lors du développement de Life Is Strange: True Colors : des symboles nazis sont cachés dans le prototype, les employés sont soumis à du crunch et à une culture d'entreprise toxique, et l'équipe narrative se heurte à un directeur et à un éditeur peu soucieux de préserver les thèmes de diversité qui ont fait la spécificité de la licence Life Is Strange, un des représentants de Square Enix mentionnant même souhaiter que la licence ne soit plus « assimilée au jeu gay ».

### Promotion
Le 18 mars 2021, Square Enix a dévoilé le jeu dans le cadre d'une présentation numérique en direct, ainsi que l'annonce des versions remasterisées de l'original Life Is Strange et Before the Storm, dans le cadre de Life Is Strange: Remastered Collection, qui sortira plus tard en 2021,,. Une version Nintendo Switch du jeu avec Life Is Strange Remastered Collection a été annoncée lors de la présentation du Nintendo Direct E3 2021. Le 11 août, la sortie des DLC Wavelengths a été annoncée le 30 septembre, parallèlement à un report de la collection remasterisée au début de 2022. Le lendemain, la version Switch aurait été reportée à plus tard en 2021. Le 20 août 2021, la bande originale du jeu a été révélée être composée par le duo australien Angus & Julia Stone.Une extension de vote de foule pour Twitch a été publiée pour le jeu avant le lancement. Le 5 septembre, un partenariat avec Critical Role a été annoncé pour Wavelengths avec des références au merch de la websérie et aux joueurs de son jeu de rôle papier.

### Musique
L'album original de la bande originale d'Angus & Julia Stone, intitulé Life Is Strange et comprenant 12 chansons, est sorti le 20 août 2021,,. Une chanson originale de Novo Amor intitulée Haven a été utilisée. De plus, le jeu contient une reprise de Radiohead « l » Creep » par mxmtoon, qui fournit également la voix de chant d'Alex. Les autres artistes présentés incluent Novo Amor, Phoebe Bridgers et Gabrielle Aplin,,. Fille en rouge, Alt-J, Portugal. The Man, Foals, Hayley Kiyoko et Maribou State ont contribué à Wavelengths avec leur musique.

### Sortie
True Colors est sorti le 10 septembre 2021 pour Microsoft Windows, PlayStation 4, PlayStation 5, Xbox One, Xbox Series X et Series S, Google Stadia, et sortira plus tard en 2021 pour Nintendo Switch . Contrairement aux précédents jeux principaux de la série qui avaient un calendrier de sortie épisodique, le jeu est sorti dans son intégralité en une seule fois. Le jeu est structuré en cinq chapitres afin que le joueur puisse découvrir le jeu dans des segments plus petits. Une histoire exclusive intitulée Wavelengths avec Steph sera disponible dans le cadre d'une édition de luxe le 30 septembre. Une version Ultimate Edition groupée, avec accès aux versions remasterisées de Life Is Strange et Before the Storm, est également disponible.

## Doublage
Depuis le début de la franchise c'est le premier jeu qui a un doublage en français.

### Version originale
- Erika Mori : Alex Chen[29]
- Han Soto : Gabe Chen[29]
- Katy Bentz : Steph[29]
- Eric Emery : Ryan[29]
- Exzinia Scott : Charlotte[29]
- Danielle Renée Vivarttas : Riley[29]
- Dwight Braswell : Mac[29]
- Karen Slack : Eleanor[29]
- Stephen F. Austin : Jed[29]
- Ignacio Garcia-Canteli : Ethan[29]
- Jim Hunt : Reginald "Duckie" McAllister[29]
- Anastasia Davidson : Diane[29]
- Cody Lyman : Pike[29]

### Version française
- Geneviève Doang : Alex Chen[30]
- Stéphane Fourreau : Gabriel « Gabe » Chen[30]
- Adeline Chetail : Steph Gingrich[30]
- Bastien Bourlé : Ryan Lucan[30]
- Alice Taurand : Charlotte Harmon[30]
- Maïa Michaud : Riley Lethe[31]
- Nessym Guetat : Mac Loudon[31]
- Isabelle Miller : Eleanor Lethe[31]
- Vincent Violette : Jed Lucan[30]
- Benjamin Bollen : Ethan Lambert[31]
- Marc Bretonnière : Reginald « Duckie » McAllister[31]
- Céline Melloul : Diane Jacobs[31]
- Cédric Dumond : Jason « Pike » Pike[31]
- Alice Orsat : Chloé[32]
- Maxime « Sora » Cohen : Jessie

## Accueil
Life Is Strange: True Colors a reçu des « critiques généralement favorables » selon l'agrégateur de critiques Metacritic.
Il a également reçu le Peabody Award de la meilleure narration immersive et interactive.
Le jeu est la cible de review bombing (en) à sa sortie par des joueurs chinois en raison de l'inclusion du drapeau du Tibet sur la base de la souveraineté du Tibet vis-à-vis de la Chine,,.